# A Maior História de Todos os Tempos
A Maior História de Todos os Tempos (em inglês:  The Greatest Story Ever Told) é um filme épico norte-americano de 1965, produzido dirigido e co-escrito por George Stevens e distribuído pela United Artists. 
Trata-se de uma releitura da história de Jesus Cristo, desde o Natal até a Ressurreição. Este filme é notável por seu vasto elenco e por ser o último filme de Claude Rains. 
O filme foi produzido ao custo de US$20 milhões, uma imensa quantia na época, e obteve cinco indicações ao Oscar.

## Elenco
| Ator/Atriz           | Personagem                  |
| -------------------- | --------------------------- |
| Max von Sydow        | Jesus de Nazaré             |
| Michael Anderson Jr. | Tiago                       |
| Ina Balin            | Marta de Betânia            |
| Victor Buono         | Sorak                       |
| José Ferrer          | Herodes Antipas             |
| Van Heflin           | Bar Amand                   |
| Charlton Heston      | João, o Batista             |
| Martin Landau        | Caifás                      |
| Janet Margolin       | Maria de Betânia            |
| David McCallum       | Judas Iscariotes            |
| Roddy McDowall       | Levi Mateus                 |
| Dorothy McGuire      | Virgem Maria                |
| Sal Mineo            | Urias                       |
| Nehemiah Persoff     | Shemiah, sacerdote          |
| Donald Pleasence     | Eremita do Escuro - Satanás |
| Claude Rains         | Rei Herodes                 |
| Gary Raymond         | Simão Pedro                 |
| Telly Savalas        | Pôncio Pilatos              |
| Joseph Schildkraut   | Nicodemos                   |
| John Wayne           | Centurião na crucificação   |
| Ed Wynn              | Velho Arão                  |
| Michael Ansara       | Comandante de Herodes       |
| Sidney Poitier       | Simão                       |
| Robert Loggia        | José                        |
| Burt Brinckerhoff    | André                       |
| John Considine       | João                        |
| Tom Resse            | Tomé                        |
| Marian Seldes        | Herodias                    |
| David Sheiner        | Tiago, o ancião             |
| Harold J. Stone      | General Varus               |
| Michael Tolan        | Lázaro                      |